# Contea di Morgan (Virginia Occidentale)
La contea di Morgan (in inglese Morgan County) è una contea dello Stato della Virginia Occidentale, negli Stati Uniti. La popolazione al censimento del 2000 era di 14 943 abitanti. Si trova nel panhandle orientale dello stato e il capoluogo di contea è Bath.